# Baculomeris altmani
Baculomeris altmani är en loppart som först beskrevs av Tipton et Mendez 1961.  Baculomeris altmani ingår i släktet Baculomeris och familjen fågelloppor. Inga underarter finns listade i Catalogue of Life.